# Kilmez
El Kilmez - (rus) Кильмезь - és un riu de Rússia, passa per l'óblast de Kírov i per la República d'Udmúrtia, i és un afluent per l'esquerra del riu Viatka.
Té una llargària de 270 km i una conca de 17.525 km². El riu roman glaçat generalment des de novembre fins a la segona setmana d'abril. Els seus afluents principals són el Lumpun, el Loban i el Vala.